# 다드라 나가르하벨리

다드라 나가르하벨리의 위치

다드라 나가르하벨리(영어: Dadra and Nagar Haveli, 힌디어: दादर और नगर हवेली, 구자라트어: દાદરા અને નગર હવેલી, 마라티어: दादर और नगर हवेली)는 인도의 연방 직할지 가운데 하나로 행정 중심지는 실바사이며 인구는 22만 명(2001년 기준), 면적은 491km2이다.
구자라트 주와 마하라슈트라 주 사이에 위치하며 아라비아해와 접한다. 마라티어와 구자라트어를 공용어로 사용한다. 1783년부터 1954년까지 포르투갈의 지배를 받았다. 1954년에 인도가 사실상 병합(해방)하여 현지인에 의한 독립 정부에 의해 통치되다가 1961년 인도에 정식으로 병합되어 연방 직할지로 승격되었다.

## 지리
본토인 나가르하벨리와 뚝 떨어진 조그만 월경지인 다드라로 구성된다. 나가르하벨리 내부에는 구자라트 주의 월경지인 마그발(Maghval)이 있다.

## 같이 보기
- 포르투갈 제국
- 포르투갈령 인도
- 1961년 고아 병합
- 고아주